# 인간 시장 4
《인간 시장 4 - 오! 하나님》은 한국에서 제작된 진유영 감독의 1989년 영화이다. 진유영 등이 주연으로 출연하였고 진유영 등이 제작에 참여하였다.

## 출연

### 주연
- 진유영
- 박현숙

### 조연
- 박혜란
- 박일준
- 김성찬
- 민지환
- 김종선
- 김지원

## 기타
- 원작자: 김홍신
- 조명: 강상용
- 조연출: 설춘환
- 조연출: 김형태
- 조연출: 전철
- 조연출: 김정호